# A Splendid Hazard
A Splendid Hazard è un film muto del 1920 diretto da Allan Dwan e interpretato da Henry B. Walthall, Rosemary Theby e Norman Kerry. La sceneggiatura si basa sul romanzo The Splendid Hazard di Harold MacGrath, pubblicato a New York e Indianapolis nel 1910.

## Trama
Ossessionato dall'idea di essere un discendente di Napoleone Bonaparte, Karl Breitman sogna di restaurare la monarchia in Francia e ruba a Hedda Gobert alcuni documenti che erano appartenuti all'imperatore francese. La donna, innamorata di lui, lo segue in Corsica, dove Karl si reca quando trova a casa dell'ammiraglio Killigrew una mappa che gli indica il luogo in cui sono nascoste le ricchezze segrete di Napoleone. In Corsica, però, Karl si troverà a sfidare a duello alcuni uomini che lo hanno schernito. Nel duello, Karl avrà la peggio: ferito a morte, porta nella tomba il suo segreto morendo accanto a Hedda.

## Produzione
Il film fu prodotto dalla Mayflower Photoplay Company.

## Distribuzione
Il copyright del film, richiesto dalla Mayflower Photoplay Corp., fu registrato il 3 marzo 1921 con il numero LP17590.
Distribuito dalla First National Exhibitors' Circuit, il film uscì nelle sale cinematografiche statunitensi il 26 settembre 1920.

### Conservazione
Non si conoscono copie ancora esistenti della pellicola che viene considerata presumibilmente perduta.